# Миклашевский, Александр Иванович
Александр Иванович Миклашевский (род. 1 июля 1903) — советский военачальник, военный лётчик, полковник, командир дивизии во время Великой Отечественной войны.

## Биография
Александр Иванович Миклашевский родился 1 июля 1903 года в городе Алексин Тульской губернии. Русский.
В Красной армии с октября 1920 года. Окончил Ростовские пехотные курсы в 1923 году, Военную школу Красного Воздушного флота в городе Егорьевск в 1924 году, 1-ю военную школу летчиков им. А. Ф. Мясникова в пгт Кача в 1925 году, Серпуховскую военную школу воздушного боя в 1926 году, Липецкие авиационные курсы усовершенствования ВВС РККА в 1935 году, КУНС при Военной академии командного и штурманского состава ВВС Красной армии в 1942 году.
До службы в армии А. И. Миклашевский работал чернорабочим в службе пути железнодорожной станции Краснодар II. 15 октября 1920 года добровольно поступил красноармейцем в Краснодарский коммунистический полк особого назначения. В сентябре 1921 года командирован в город Ростов-на-Дону на командные курсы действующих родов войск, во время учёбы с июня 1922 года командовал отделением курсантов. В январе 1923 года курсы были переформированы в Ростовские пехотные курсы.
В мае окончил курсы, был назначен командиром взвода в 27-й стрелковый полк 9-й Донской стрелковой дивизии. В сентябре направлен в Егорьевскую военную школу. В июне 1924 года переведен в Качинскую школу летчиков, по окончании которой в сентябре 1925 года командирован в Серпуховскую военную школу воздушного боя. По завершении обучения направлен в 1-ю военную школу летчиком-инструктором. Проходил службу командиром отряда в школе, затем 75-го авиаотряда в Запорожье 70-й тяжелой бомбардировочной авиаэскадрильи. С декабря 1933 по январь 1935 года проходил подготовку на Липецких авиационных курсах усовершенствования ВВС РККА, затем был назначен в авиабригаду при Научно-испытательном институте ВВС Красной армии на должность командира и комиссара 1-й тяжелой бомбардировочной авиаэскадрильи. С мая 1937 года командовал тяжелой бомбардировочной авиаэскадрильей в Липецкой высшей летно-тактической школе ВВС. В сентябре 1938 года майор А. И. Миклашевский направлен на Дальний Восток на должность помощника командира 26-й авиабригады ВВС 2-й Отдельной Краснознаменной армии. В ноябре 1939 года переведён на ту же должность в 51-ю штурмовую авиабригаду ВВС Киевского военного округа в город Киев. 29 ноября присвоено звание полковник. С января 1940 года вступил в командование этой бригадой. В августе полковник А. И. Миклашевский назначен заместителем командира 18-й авиадивизии ВВС Киевского военного округа.
С началом Великой Отечественной войны в составе дивизии воевал на Юго-Западном фронте. С 23 августа 1941 по январь 1942 г. полковник А. И. Миклашевский проходил обучение на КУНС при Военной академии командного и штурманского состава ВВС Красной армии, по окончании которых назначен командиром 30-й бомбардировочной авиадивизии ВВС Забайкальского фронта. С 15 августа дивизия входила в состав 12-й воздушной армии и выполняла задачу по охране воздушных рубежей СССР на Дальнем Востоке.
В августе 1942 года назначен начальником авиационного отдела штаба 17-й армии Забайкальского фронта, с октября исполнял обязанности старшего инспектора 12-й воздушной армии. В марте 1943 года назначен командиром 306-й штурмовой авиационной дивизии 9-го смешанного авиационного корпуса 17-й воздушной армии Юго-Западного фронта. Участвовал с ней в Белгородско-Харьковской и Донбасской наступательных операциях. Всего её части за период с 5 июля по 1 сентября 1943 года выполнили 987 боевых вылетов.
В сентябре назначен начальником отдела боевой подготовки Орловского военного округа (с июля 1945 года — Воронежский военный округ). В апреле 1946 год зачислен в резерв Управления кадров ВВС. 24 июля 1946 года уволен в запас.

## Награды
Награждён орденами Ленина, Красного знамени и Отечественной войны 2-й степени, медалями.